# Borisz Mihajlovics Kusztogyijev
Borisz Mihajlovics Kusztogyijev (oroszul: Борис Михайлович Кустодиев; Asztrahán, 1878. március 7. — Leningrád, 1927. május 26.) orosz-szovjet festő, grafikus, karikaturista, színházi díszlettervező. Művészete rendkívül sokszínű volt, ugyanis a realizmus, a szecesszió és a plein air stílusában is alkotott.

## Életpályája
Atyja tanár volt egy asztraháni iskolában, nem sokkal fia születése után meghalt. Borisz Kusztogyijev egyházi iskolába járt, majd gimnáziumban érettségizett. Festést 15 éves korától tanult még Asztrahánban, mestere Cserenkov Vlasov. Érettségi után, 1896-ban Szentpétervárra ment, s beiratkozott a Cári Művészeti Akadémiára, ahol Ilja Jefimovics Repin világhírű orosz festő volt a mestere. Kusztogyijev hamarosan kiváló portréfestőnek bizonyult, tagja lett a Mir Iszkussztva (A világ művészete) képzőművész társaságnak.
Feleségével 1900-ban ismerkedett meg, hamarosan megnősült, a Művészeti Akadémián aranyérmet nyert festményeivel, most már családjával együtt utazhatott az Orosz Birodalom vidékeire és Európába. Sokat másolt jeles művészeti alkotásokat, s figyelemmel kísérte a nyugat-európai képzőművészetet, leginkább a szecesszió irányzata hatott rá. Közben számos orosz lap részére illusztrációkat készített, könyveket is illusztrált, köztük Gogol és Lermontov köteteit.
Portréit mindig tájjal, városrésszel vagy enteriőrrel együtt festette, s az ábrázolt személy érzelmi világa és az őt körülvevő környezet mindig a legnagyobb összhangot sugározta, ez a felfogás új volt az orosz festészetben. Életképei is remekbe sikerültek akár a kereskedők, az üzletemberek, a parasztok vagy éppen az arisztokraták körében látott jeleneteket ábrázolta. Sokat tervezett színházak részére díszleteket, kosztümöket, mely még inkább elősegítette nála a karakterábrázolást vagy tömegjelenetek ábrázolását. Később a háborús és a forradalmi helyzetekben és utána is sok politikai témájú plakátot, háborús illetve forradalmi jelenetet ábrázolt. Az 1917-es októberi orosz forradalom évfordulóin mindig részt vett a dekorációk készítésében.
Az 1920-as években romlott az egészsége, tuberkulózisban szenvedett, tolószékbe kényszerült, 1927-ben érte a halál.

## Jelentősége
Gazdag tematikájával, kolorizmusával, kreativitásával, dinamizmusával az orosz-szovjet festészet egyik kiemelkedő egyénisége. Alkotói periódusának fénykora a 20. század első negyede. Festményeit nézve áttekintést kapunk az orosz városi és vidéki kultúráról. Legtöbb művét a szentpétervári Orosz Múzeum őrzi, de más oroszországi és európai országok múzeumaiban is őriznek műveiből. Tájképei, életképei, portréi mind a mai napig igen kedveltek a művészetszerető közönség körében.

## Galéria

### Portréiból

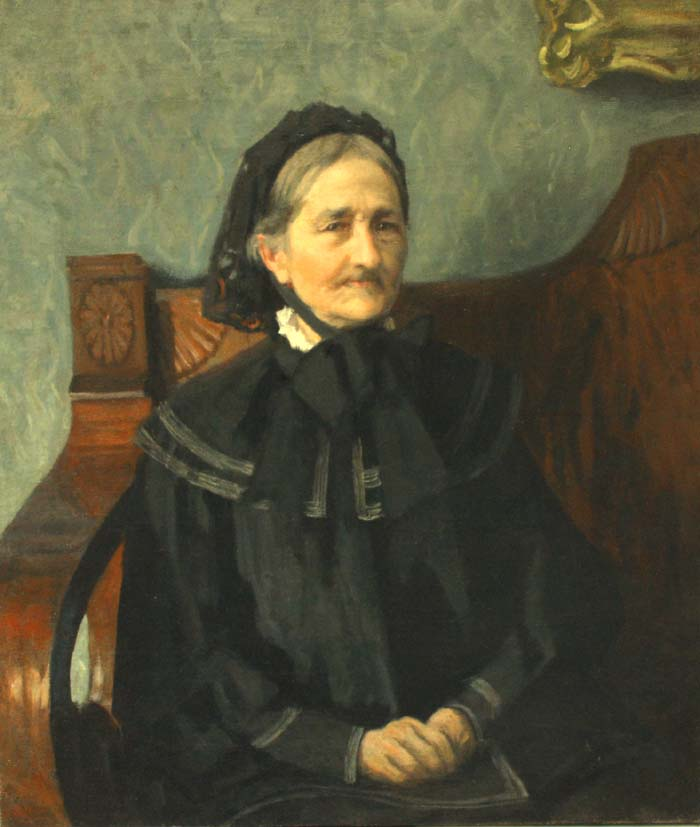
Je. Puskina (1900)
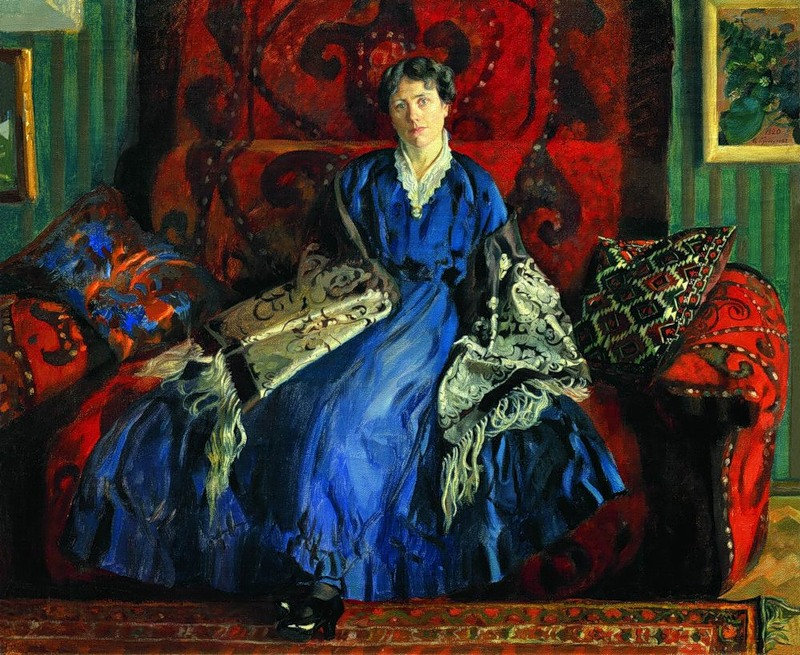
A művész felesége
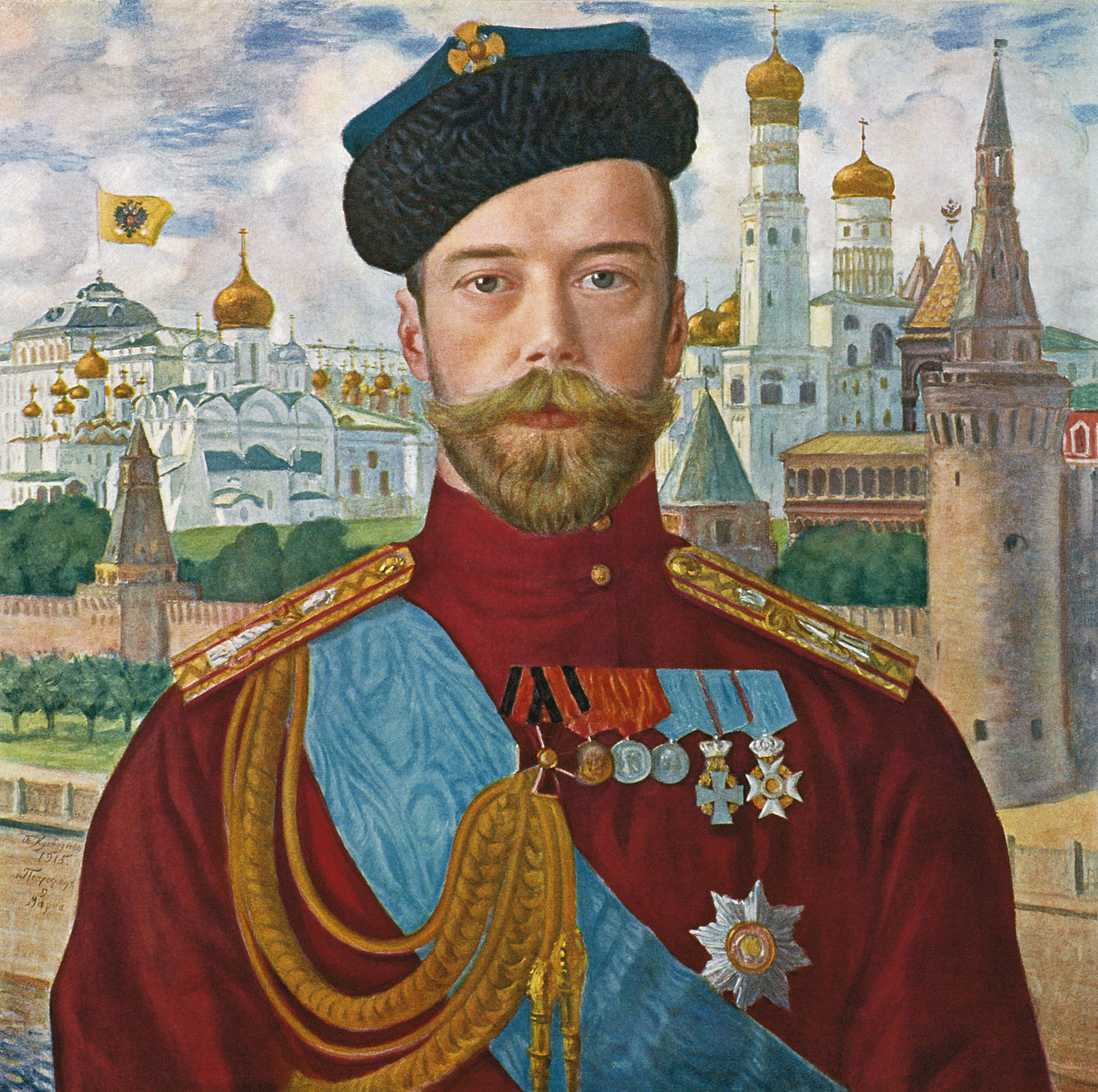
II. Miklós orosz cár (1915)
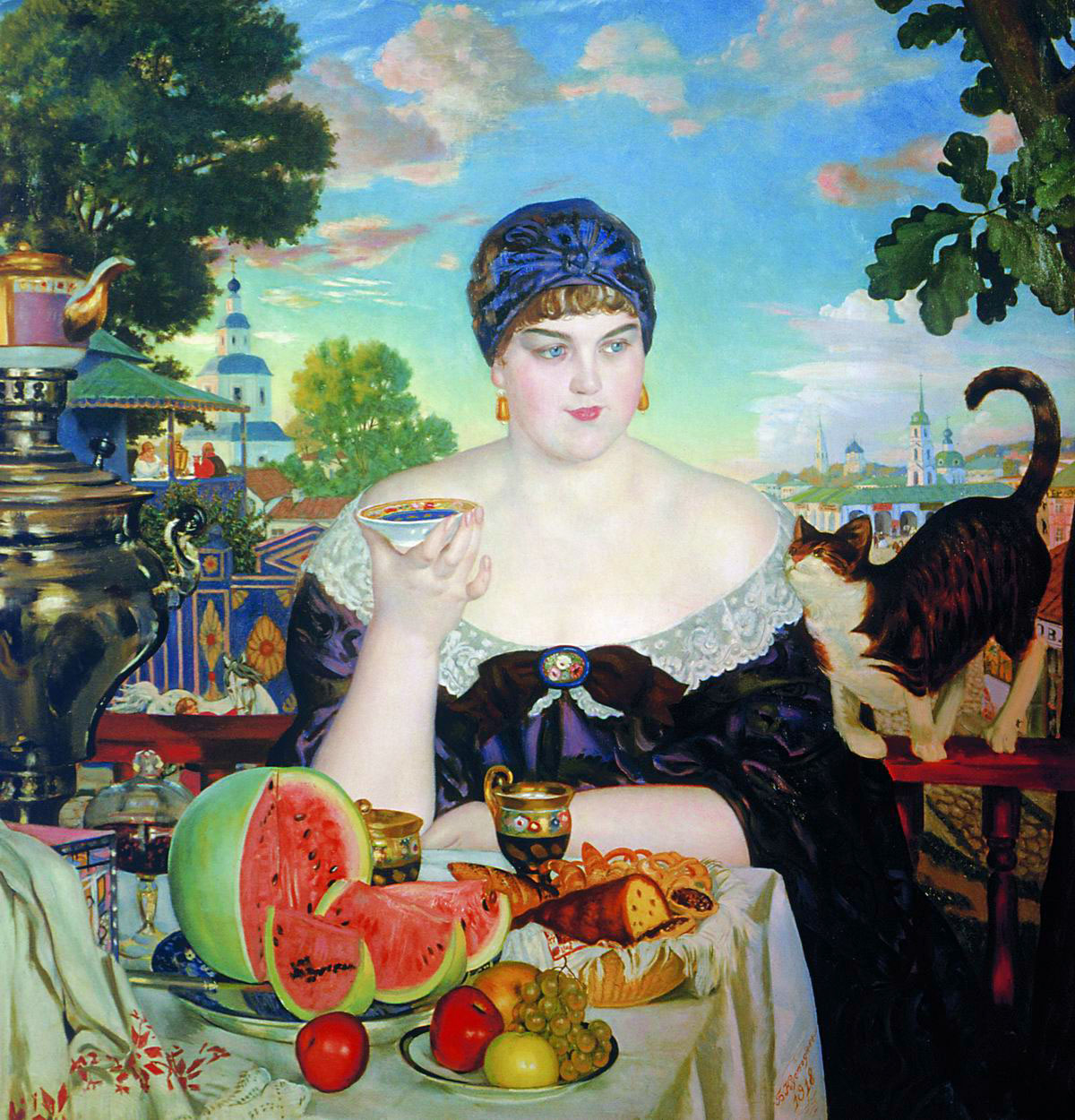
A kereskedő felesége (1918)
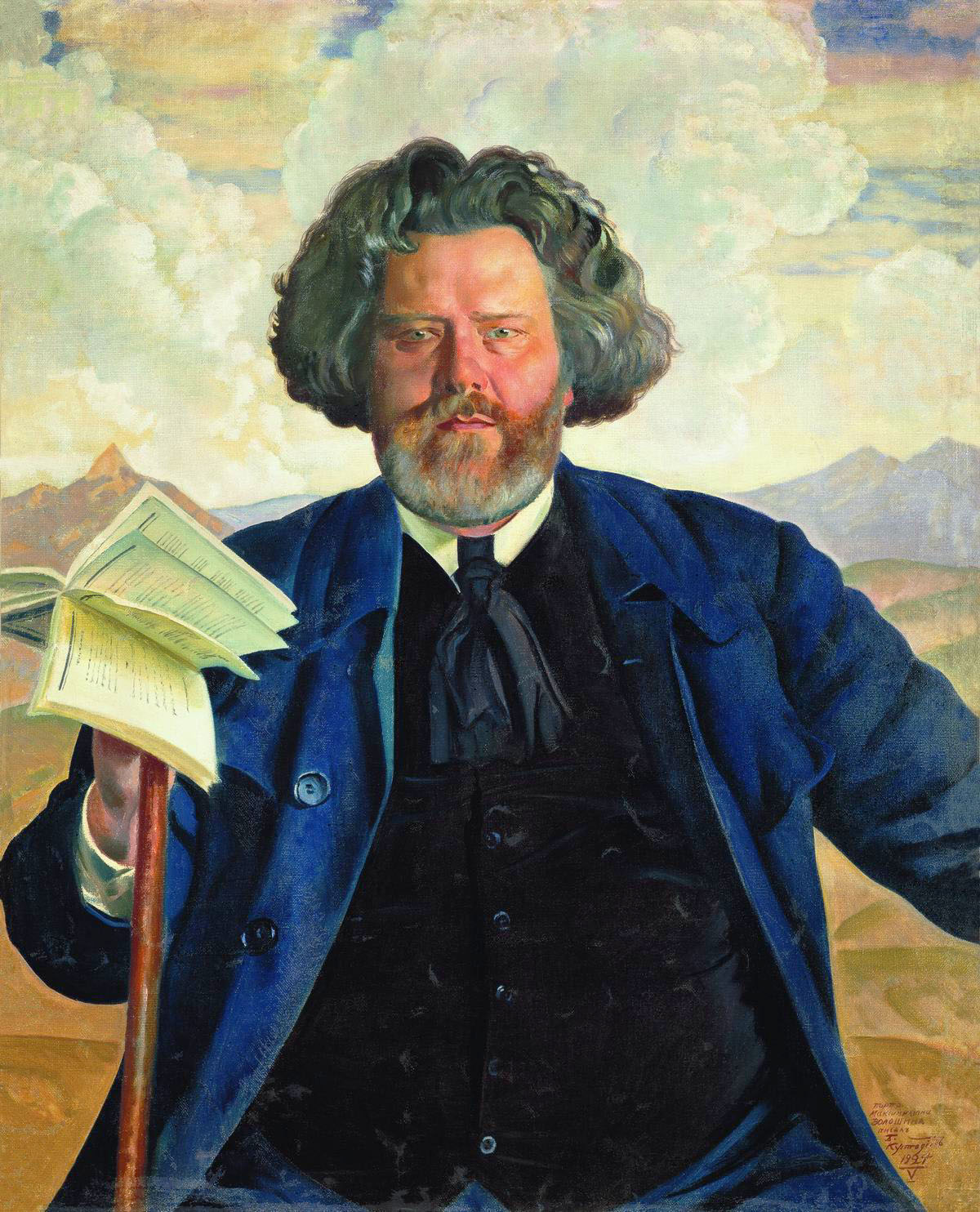
Makszimilian Alekszandrovics Volosin portréja (1924)

### Táj- és életképek

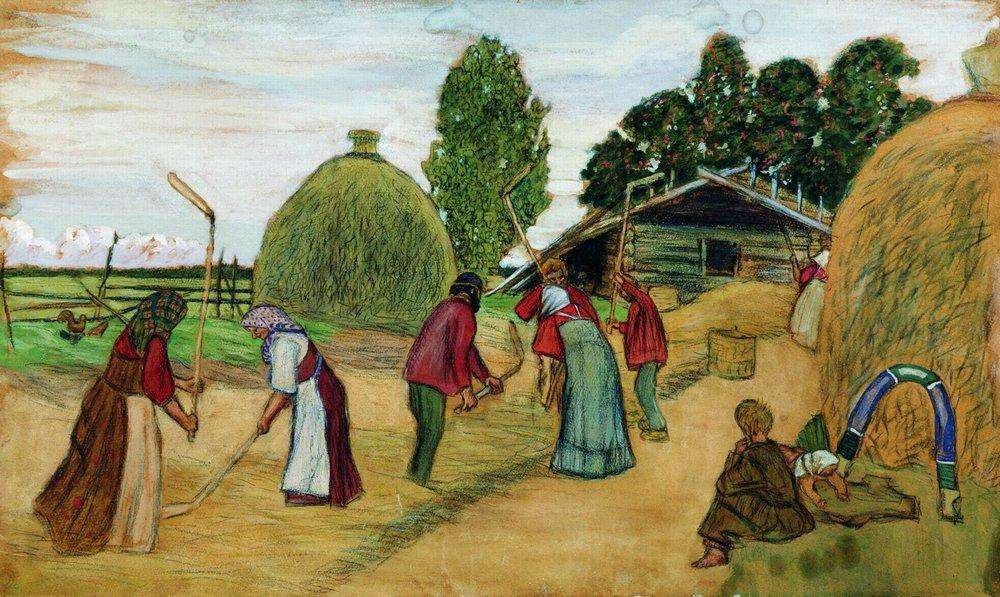
Cséplés (1908)
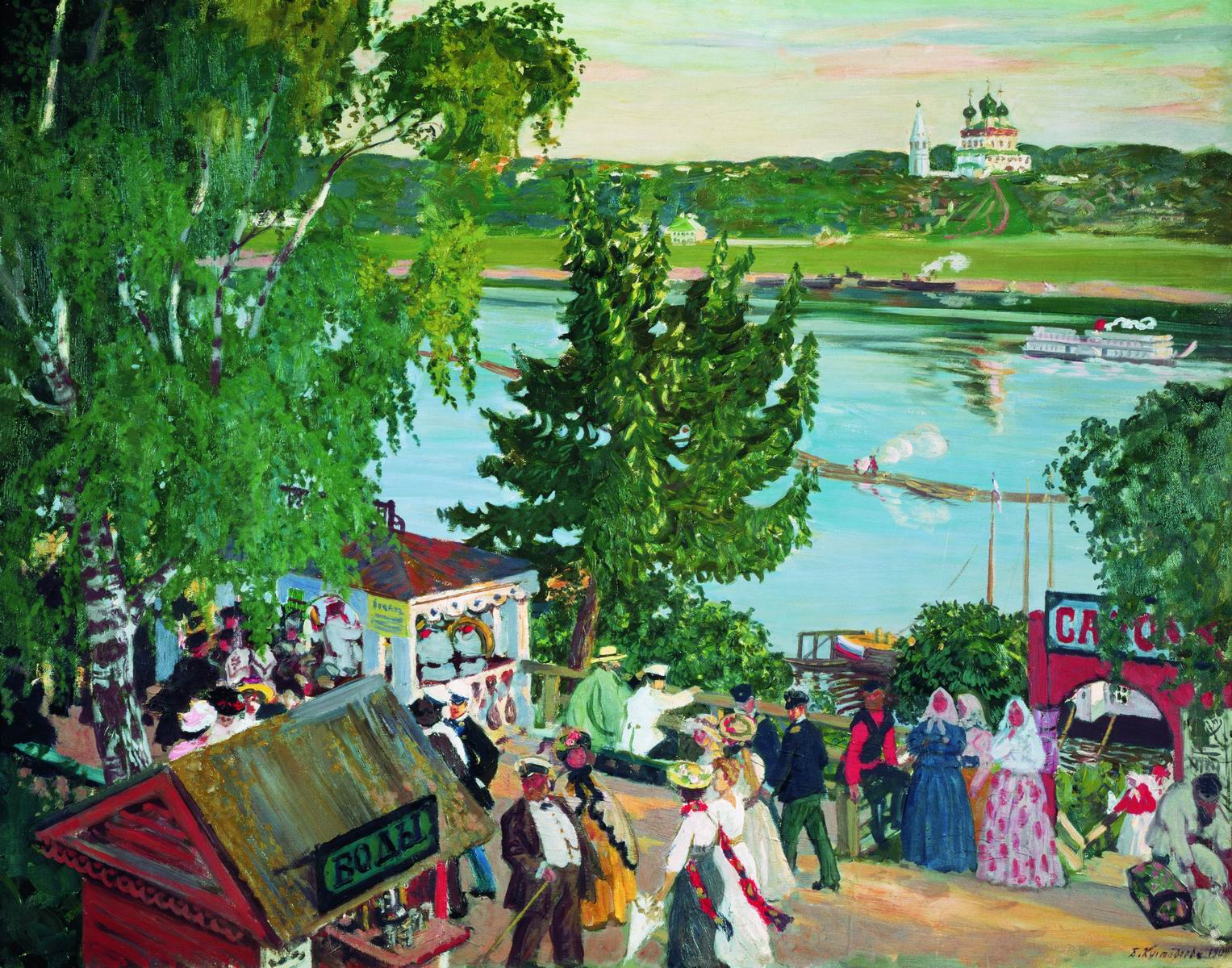
Séta a Volgánál (1909)
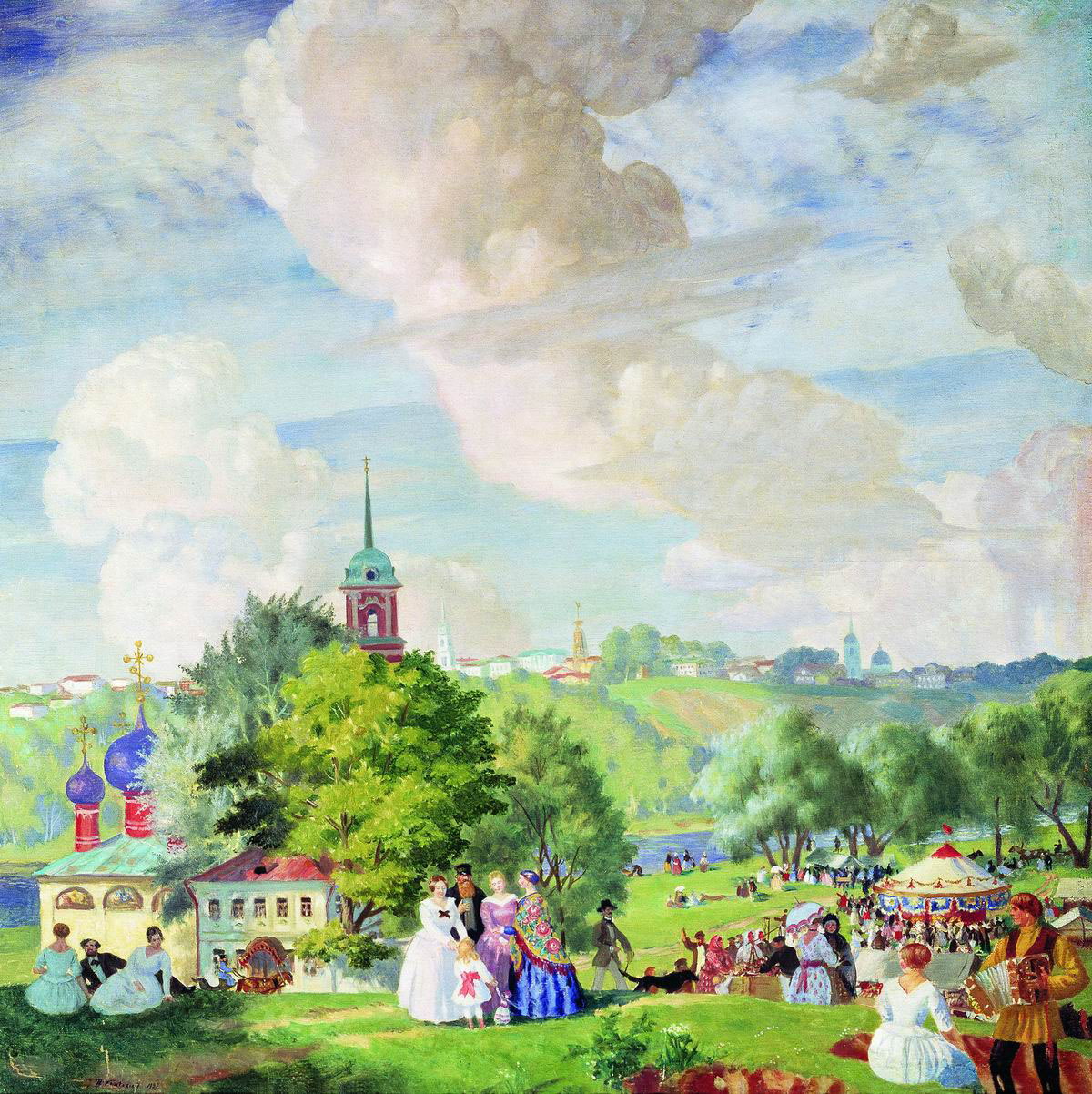
Nyári tájkép (1922)
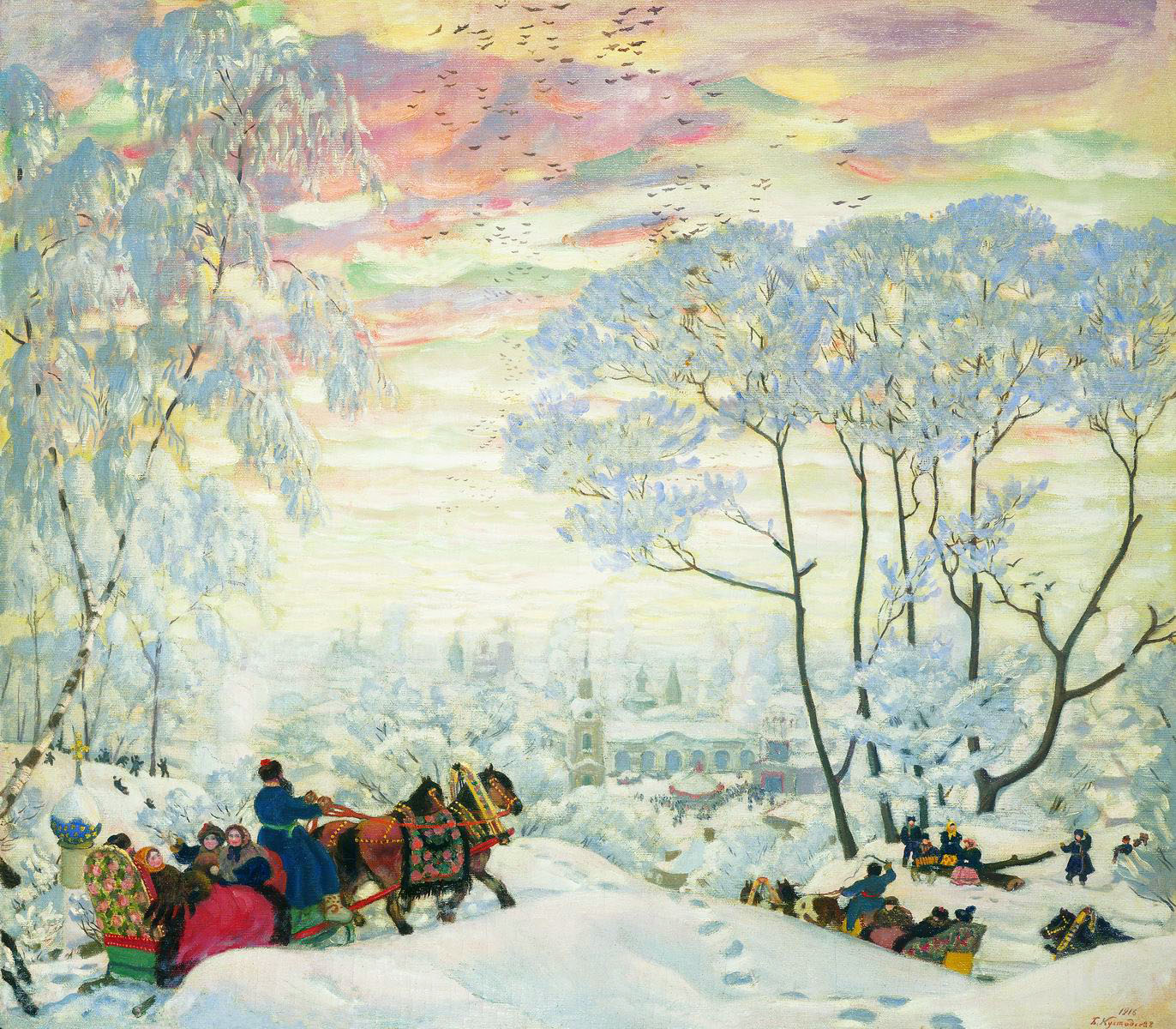
Tél (1916)
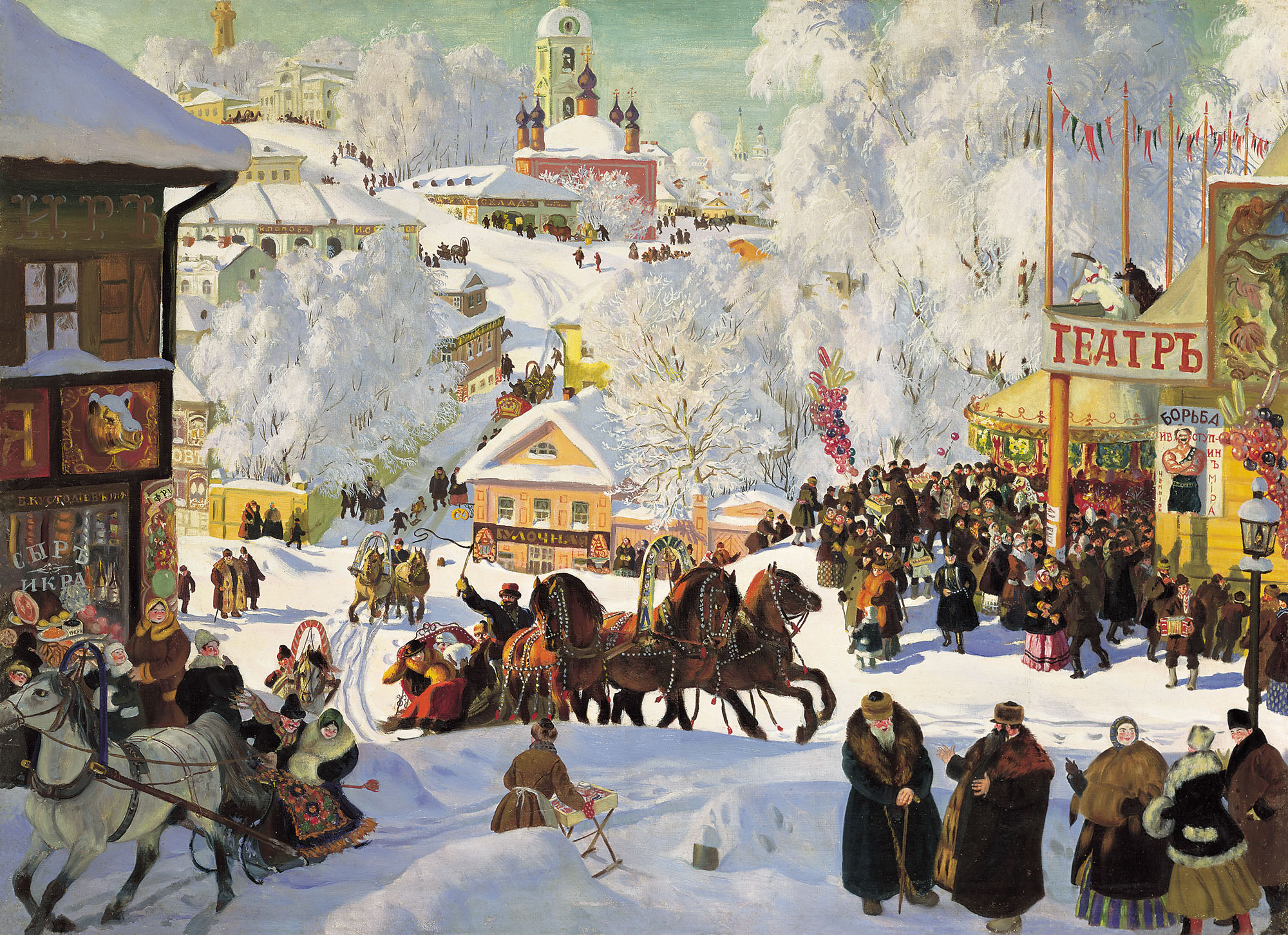
Pravoszláv farsang (1919)

### Történelmi képek

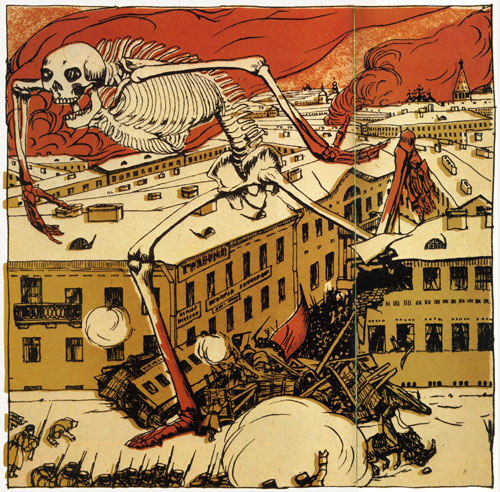
Moszkva : karikatúra egy forradalom előtti folyóiratból (1906)
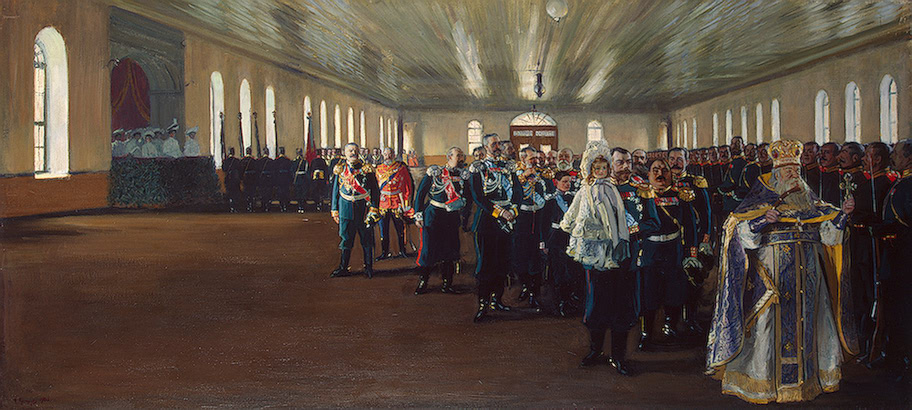
A finn gárdaezred katonai parádéja a templomban (1906)
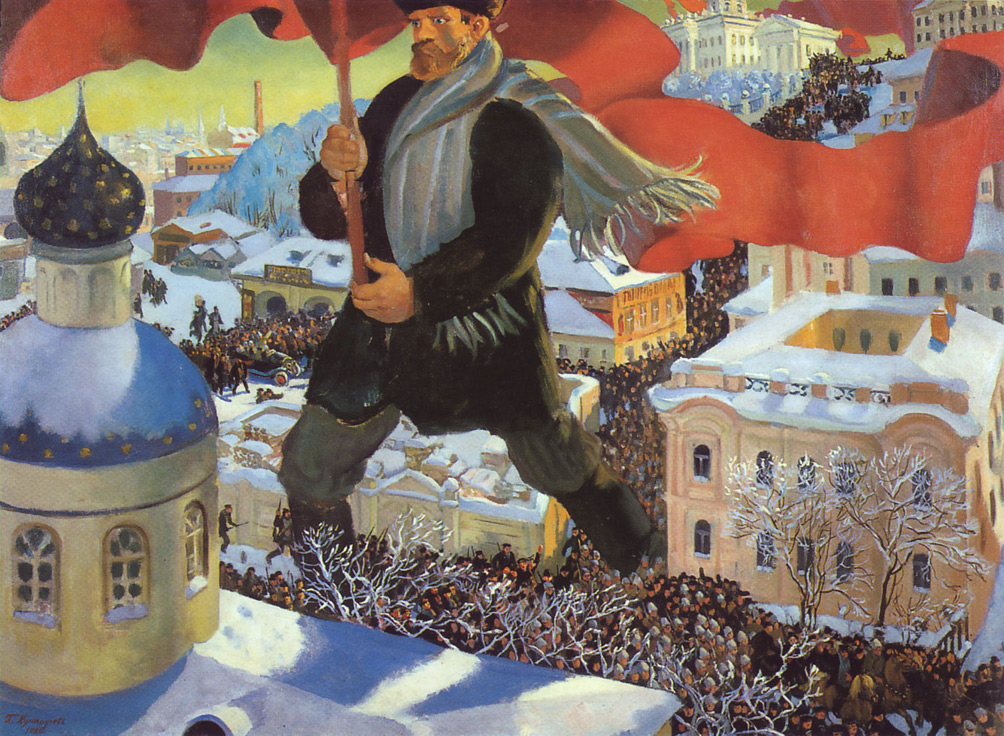
Bolsevik (plakát, 1920)
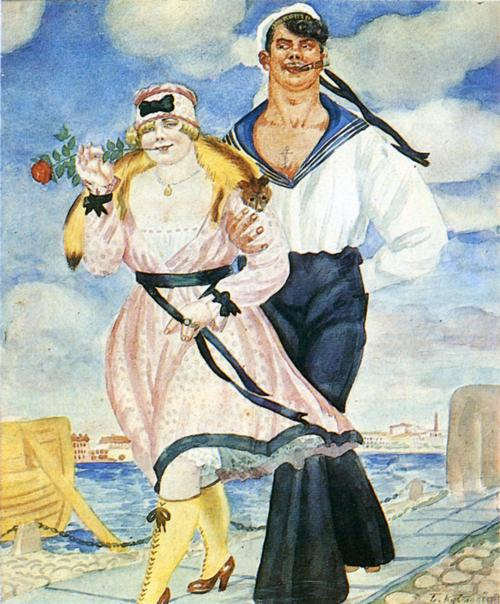
Matróz és kedvese (1920)
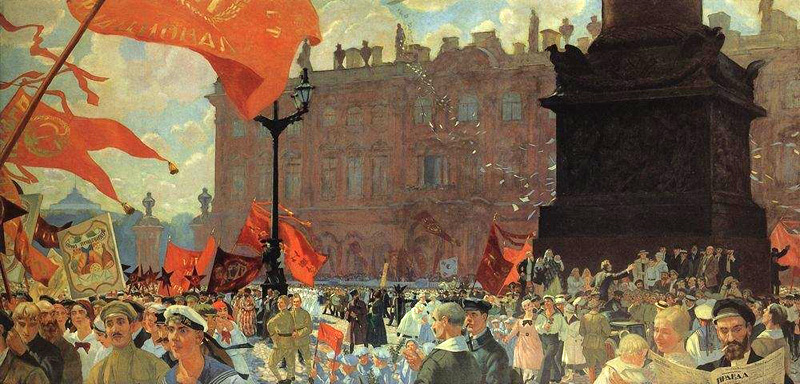
A Komintern 2. kongresszusa Szentpéterváron (1921)

### Fürdőző

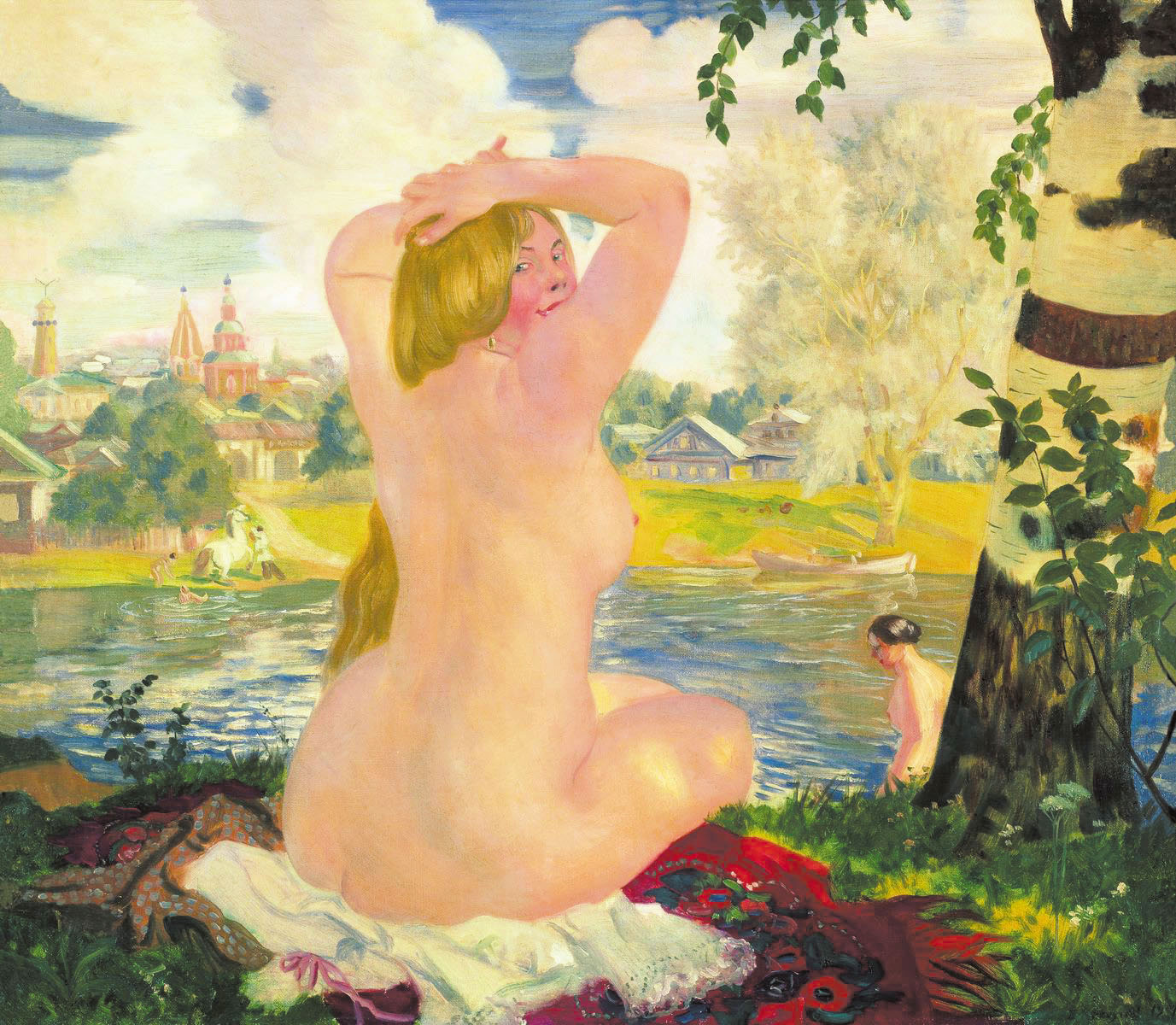
Fürdőző